# Open Doors
Open Doors is een internationale christelijke organisatie die ondersteuning biedt aan christenen in landen waar christenvervolging plaatsvindt, waar het christendom verboden is of in sterke mate maatschappelijk niet geaccepteerd wordt.
De organisatie werd in 1955 opgericht door de Nederlander Anne van der Bijl, internationaal bekend als Brother Andrew, die bijbels smokkelde naar het communistische Oost-Europa. Aanvankelijk was het een eenmanszending, en was de naam Stichting de Akker is de Wereld. De stichting werd echter vaak genoemd naar de nieuwsbrief die het uitgaf, Kruistochten.
In 1965 breidde Open Doors zijn werkterrein uit naar China, hier kwam in de jaren 70 het Midden-Oosten bij. Tegenwoordig werkt Open Doors in Zuid-Amerika, Afrika, het Midden-Oosten, de Golf-regio, India, Centraal-Azië, China, Zuidoost-Azië, Indonesië en Noord-Korea. Het hoofdkantoor van Open Doors bevindt zich in het Nederlandse Ermelo.
In 2010 was Open Doors een van de negen kandidaten voor de jaarlijkse Sacharovprijs van het Europees Parlement. De prijs is uiteindelijk aan de Cubaanse dissident Guillermo Fariñas toegekend.

## Ranglijst Christenvervolging
Open Doors houdt bij in welke landen christenvervolging het hevigst is. Hun bevindingen publiceren zij jaarlijks in de Ranglijst Christenvervolging, een top 50 van landen met de zwaarste christenvervolging.